# Doosan Haeundae We've the Zenith
Le Doosan Haeundae We've the Zenith est un complexe de trois gratte-ciel résidentiels à Busan en Corée du Sud, achevé en 2011. Sa superficie totale est de 572,000 m².
- La Doosan Haeundae We've the Zenith Tower A en est la plus haute, avec 300 mètres et 80 étages.

- La Doosan Haeundae We've the Zenith Tower B culmine quant à elle à 281 mètres et possède 75 étages.

- La Doosan Haeundae We've the Zenith Tower C en est la plus petite, mais s'élève tout de même à 265 mètres et possède 70 étages.